# Fontaine d'eau chaude
La fontaine d'eau chaude, aussi appelée localement fontaine moussue (bien qu'il y ait plusieurs fontaines moussues à Aix), est une fontaine d'eau thermale (non potable), située sur le haut du Cours Mirabeau, à Aix-en-Provence, dans le département des Bouches-du-Rhône, région Provence-Alpes-Côte d'Azur, en France.
La ville d'Aix est connue pour abriter plus de 130 fontaines; ancienne tradition architecturale de la ville, depuis la double menace de sièges armés au XVIe siècle et des épidémies du XVIIe siècle.
Cette source captée est la première fontaine construite sur le Cours Mirabeau. C’est aussi la seule fontaine qui soit encore alimentée par l’eau des Thermes des Bagniers. Son eau (non potable) est à 18 °C toute l'année, favorisant le développement de certaines plantes aquatiques dont la photosynthèse entraîne la précipitation de travertin calcaire donnant la forme à cette fontaine.

## Historique
La fontaine originelle fut construite en 1667 par l'architecte Jacques Fossé sur des plans de Jean-Claude Rambot. Elle vit donc le jour quelques années après le percement du nouveau cours à carrosses (1650). 
Lors de sa construction, elle devait être ornée d’un triton, mais il fut vandalisé par quelques jeunes alcoolisés après une soirée arrosée sur le cours. Le décor fut donc remplacé trois ans après sa construction par quatre enfants soutenant une vasque d’où sortait l’eau de la ville.
En 1687, la fontaine subit de nouveaux travaux d'élargissement. 
La date de mise en service de la fontaine est incertaine : 1687 ou 1759. L'eau chaude des vieux thermes romains fut déviée de la « fontaine des Bagniers », plus ancienne, dans la rue des Chaudronniers vers la nouvelle fontaine du cours sous la pression des nouveaux bourgeois de la capitale politique de Provence :  s'étant alors établis sur le Cours, ils usèrent de leur pouvoir pour dévier l'eau chaude de la fontaine des Bagniers située dans un quartier d'artisans. Elle recevra, par la suite, davantage d’eau thermale venant des Bagniers, mais pas assez cependant pour avoir une « eau jaillissante » comme le souhaitaient les consuls du Parlement.
Entre les XVIIIe et XIXe siècles, la fontaine a subi plusieurs modifications, notamment de son bassin et de sa périphérie. Le dernier bassin est l'œuvre de Pierre Magnan. 

L'hiver suivant la rentrée scolaire de 1888, Louis Bertrand découvre la ville et ses fontaines, mais l'année suivante au climat particulièrement rude, il écrit: 

« Les fontaines du Cours étaient gelées. Elles ne faisaient plus entendre qu'un clapotement imperceptible, celui du goulot d'eau bouillante, qui continuait à couler sous les glaçons, en dégageant une buée qui se confondait avec le brouillard du dehors. On frissonnait rien que de les regarder. »

Jusqu'au début du XXe siècle, les ménagères y venaient laver leur linge, et on y a également longtemps puisé des seaux pour laver le pas des portes et les escaliers des immeubles voisins : de l’eau gratuite et tiède en hiver était une denrée précieuse.
Pendant l'hiver exceptionnel de 1985, la fontaine rendit encore des services aux Aixois : beaucoup de conduites étant gelées, cette fontaine était un des rares points publics d'eau courante de la ville et l'on a pu, comme autrefois, y puiser l'eau et en rapporter chez soi.
L’érudit aixois Émile Lèbre, à qui l’on doit un savant petit traité des plantes poussant dans les rues d’Aix, a noté trois espèces de mousses, une algue à filaments et plusieurs espèces de diatomées (algues unicellulaires).

## Architecture
À cause de la charge minérale de l'eau, on ignore quels éléments architecturaux composaient la fontaine, désormais disparus sous une gangue calcaire.
Une photo du début du siècle (voir la galerie ci-dessous) laisse deviner quatre formes vagues qui pourraient, peut-être, avoir été les enfants sculptés à la fin du XVIIe siècle pour l'architecte Fossé.
On ne voit aujourd'hui plus rien de sa construction originelle ; ce qui est visible est un gros rocher calcaire sculpté par l'écoulement de l'eau, en constante expansion et recouvert de mousse.
Été comme hiver, « la grosse éponge verte » est souvent considérée comme une sculpture vivante et fait partie intégrante de la mise en scène du cours Mirabeau.
Cette fontaine est l’une des quatre fontaines qui jalonnent à présent le cours.

## Galerie

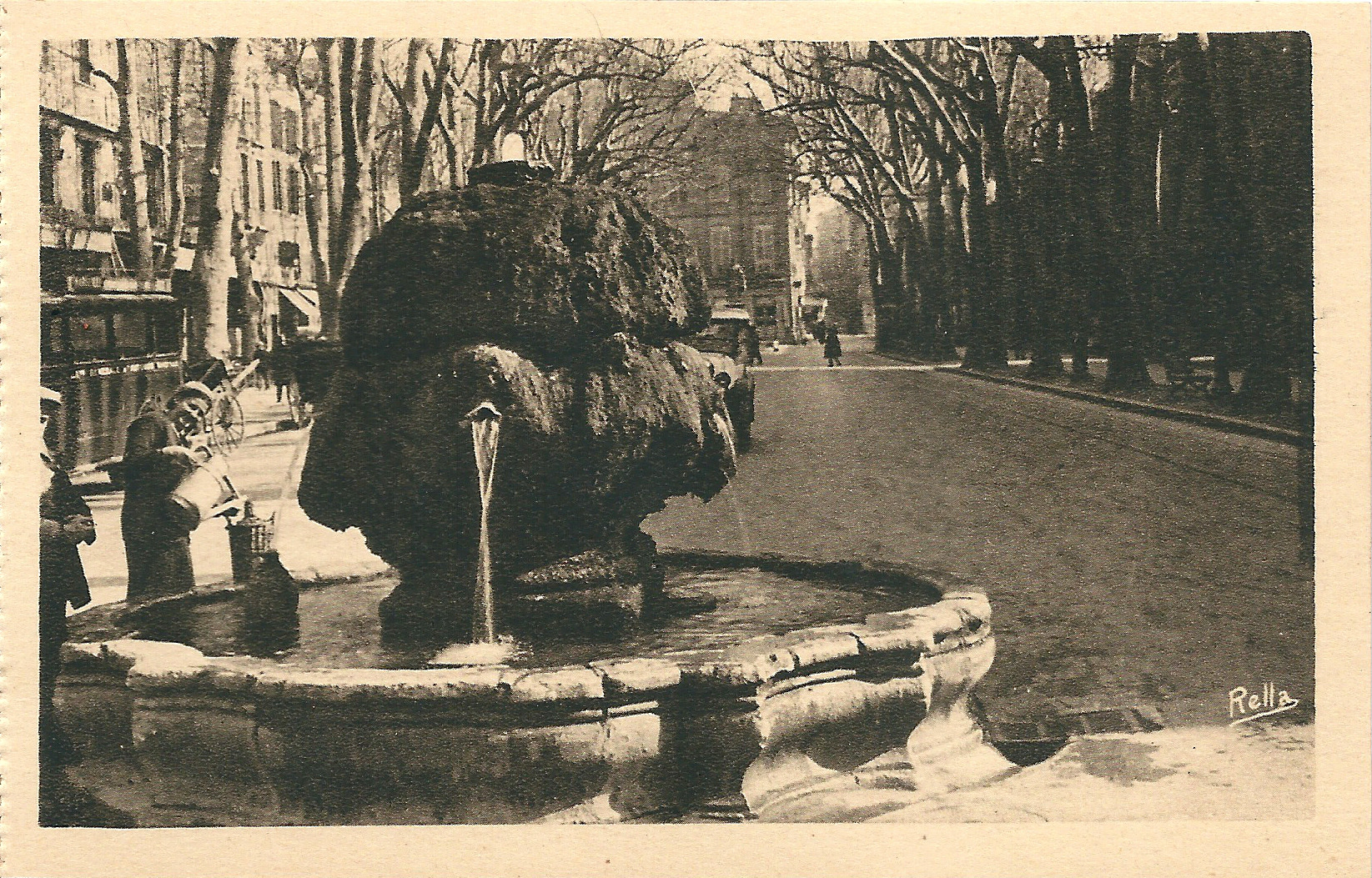
La fontaine vers 1930. On devine encore quelques éléments architecturaux, avant qu'ils ne soient engloutis par les minéraux déversés et les plantes. Les Aixois y puisaient encore l'eau de lavage du linge, des pas de portes, des trottoirs ou encore pour l'arrosage.
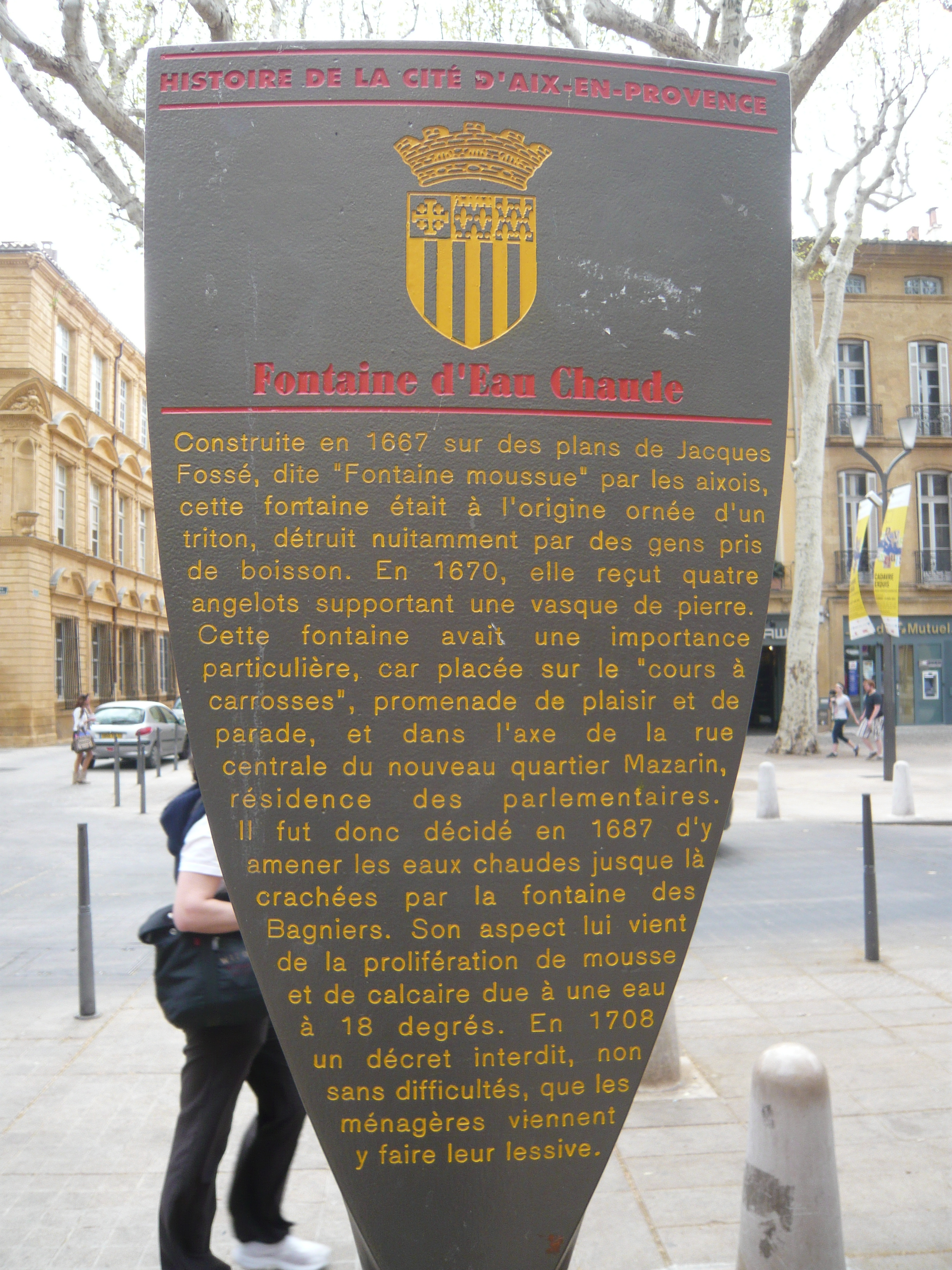
Panneau didactique installé par la municipalité d'Aix.
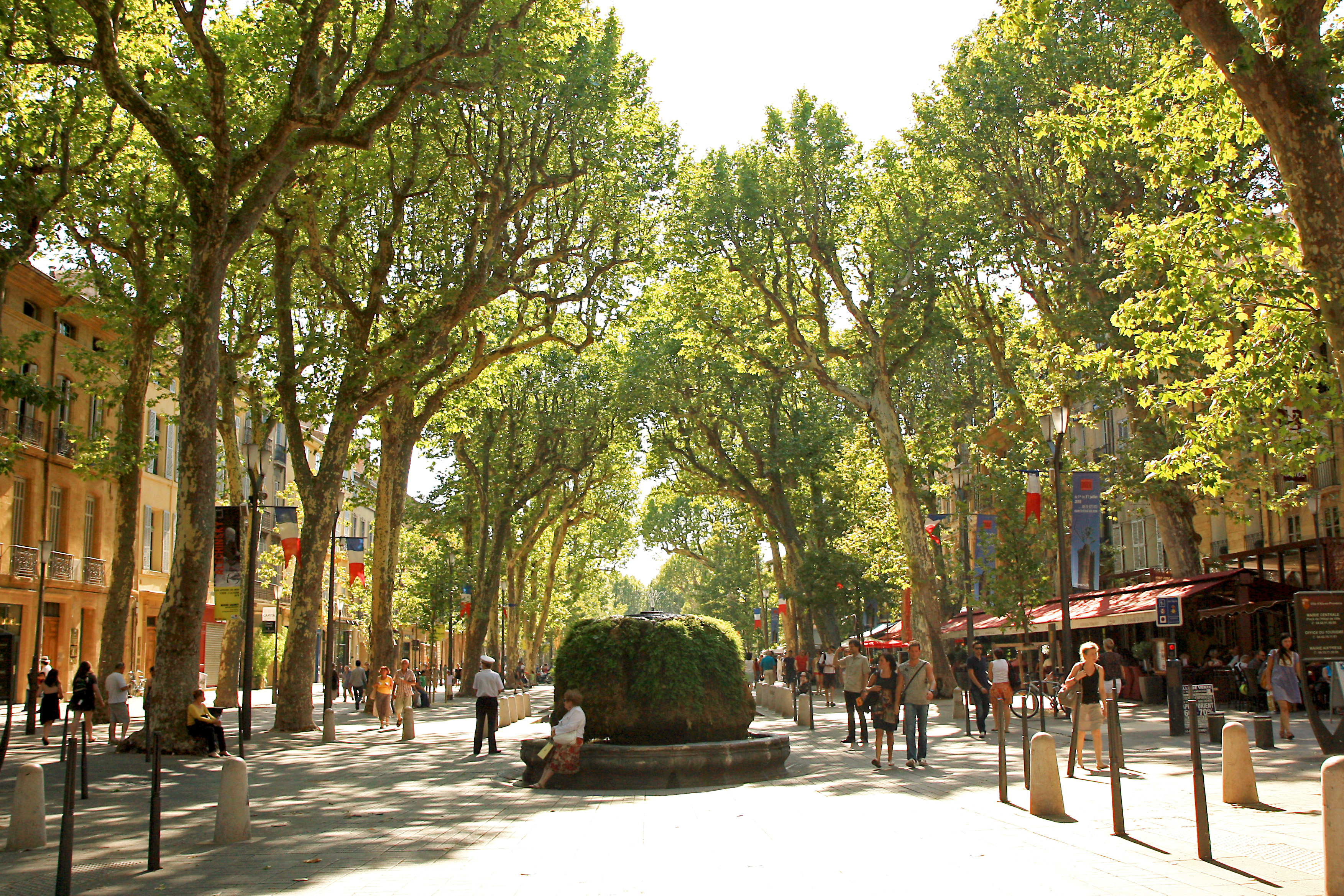
Perspective du Cours Mirabeau, avec la fontaine moussue au centre, 2010.
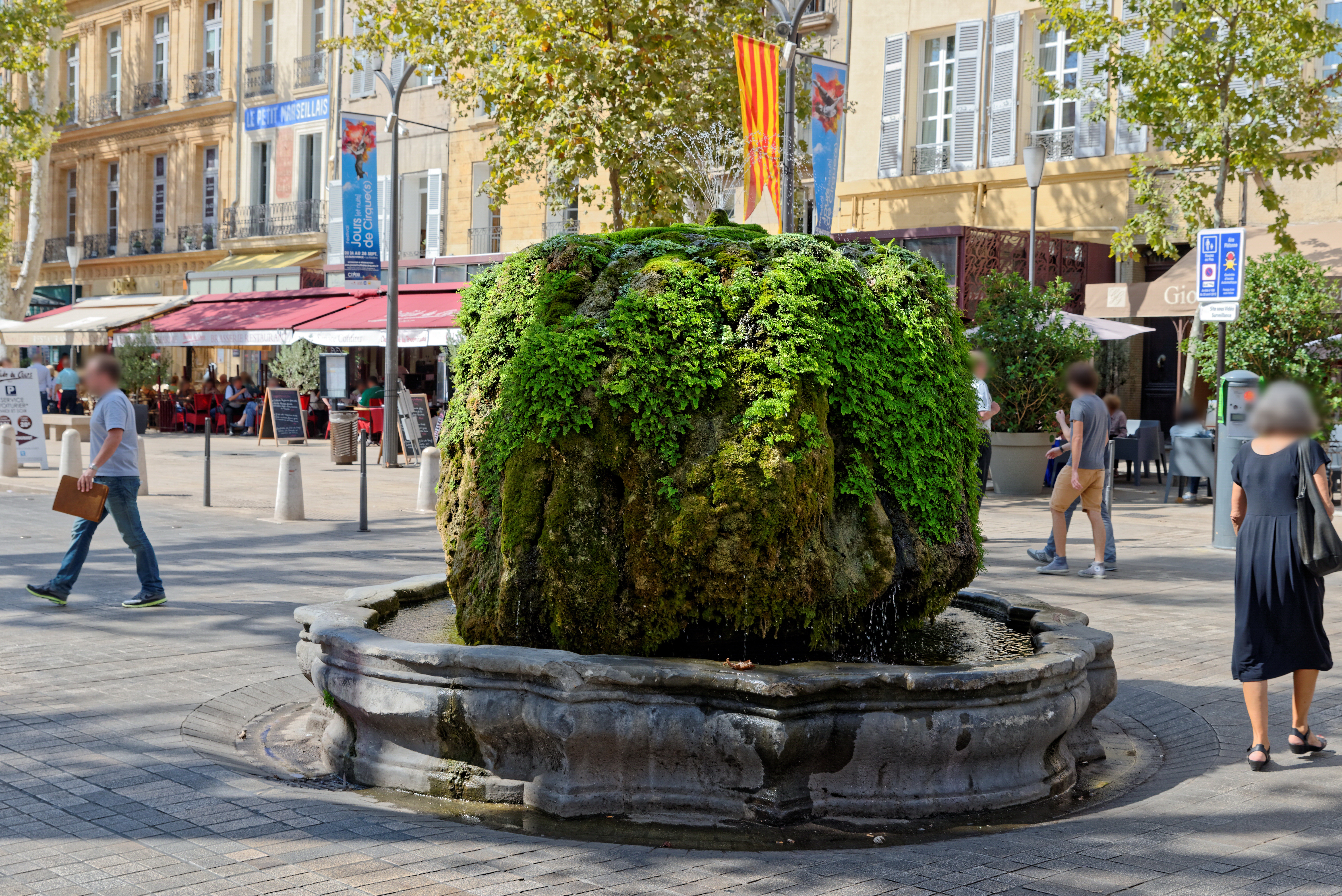
Septembre 2014.
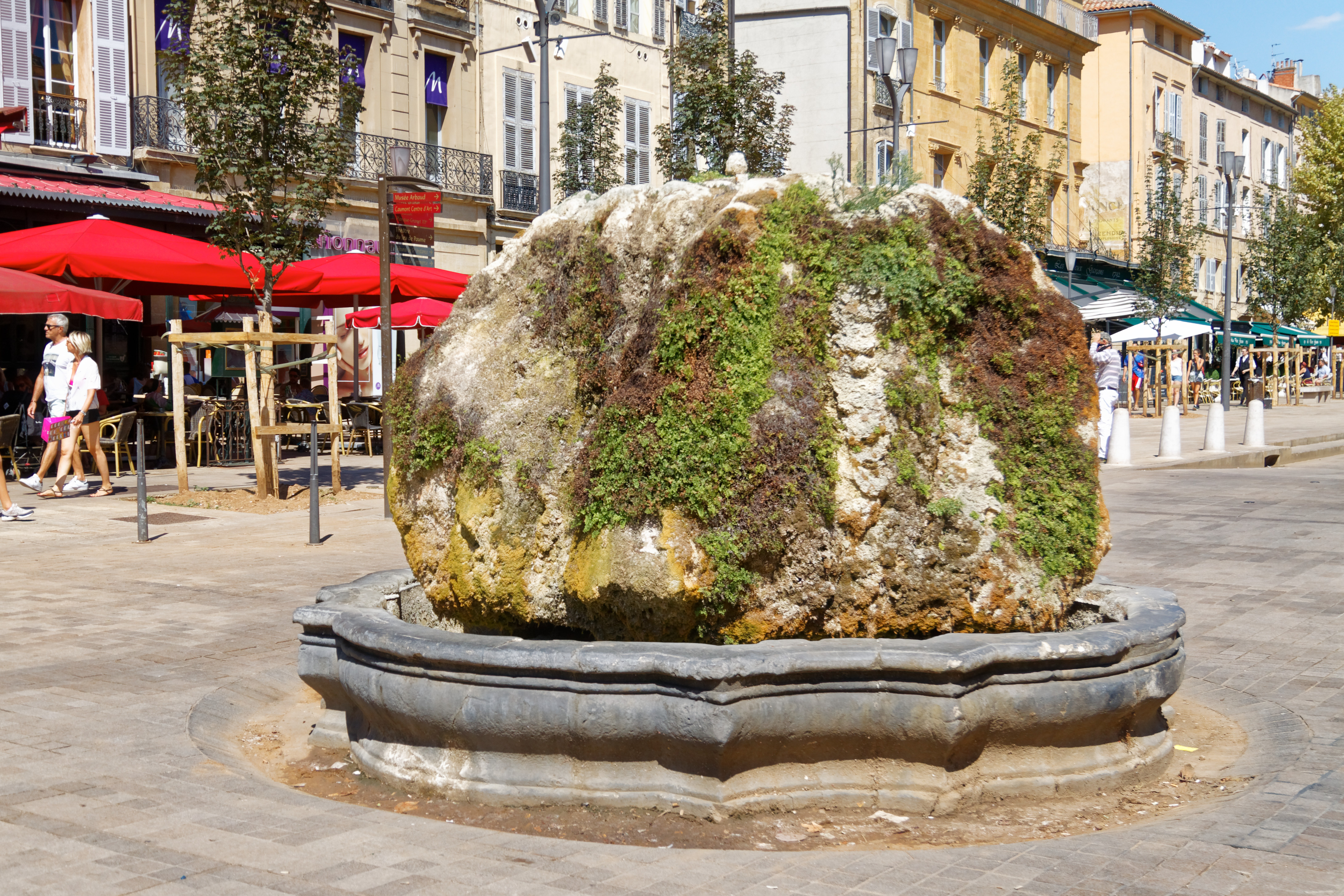
La fontaine à l'arrêt, août 2018.
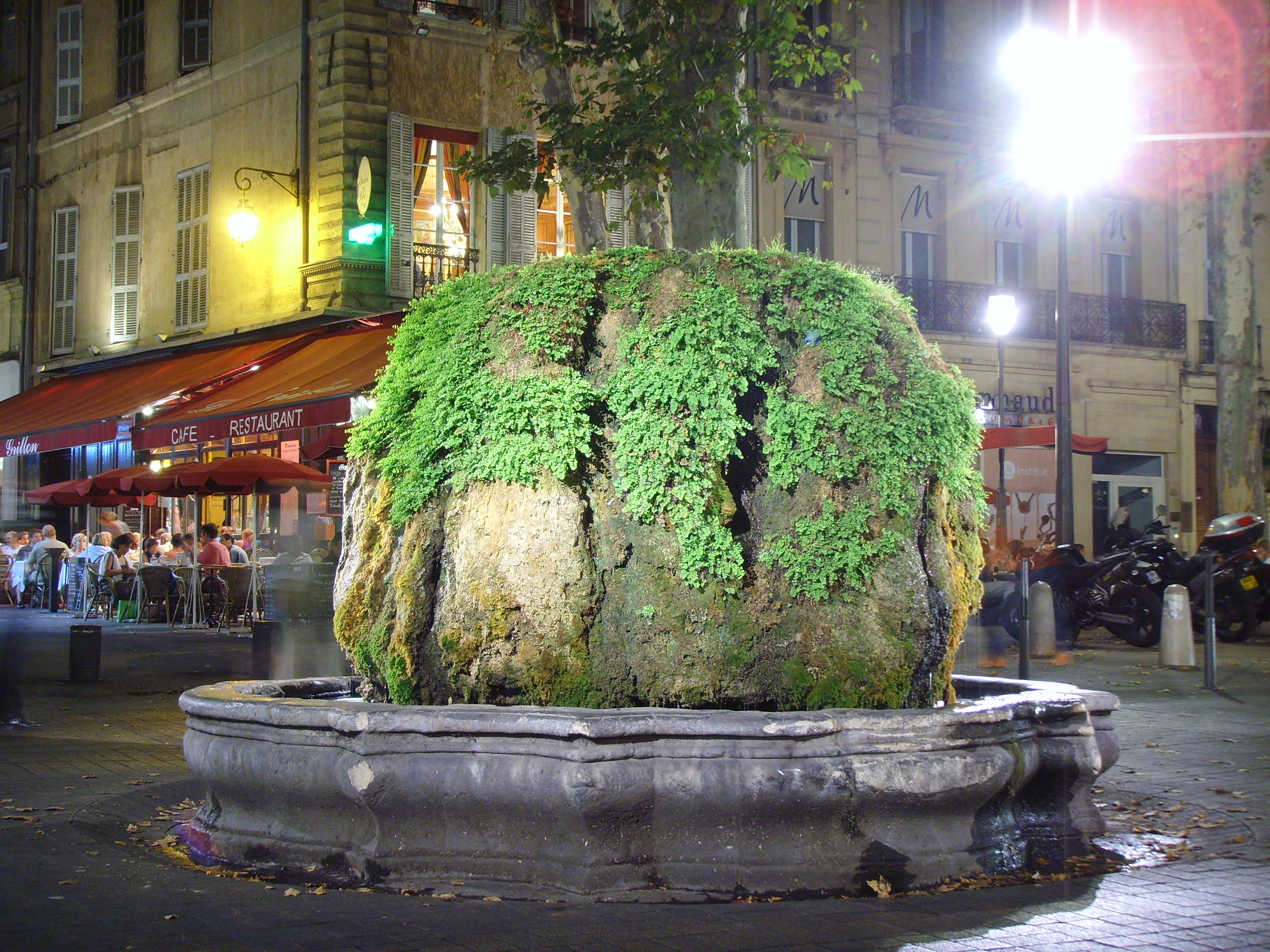
La nuit, la fontaine est éclairée (2009).
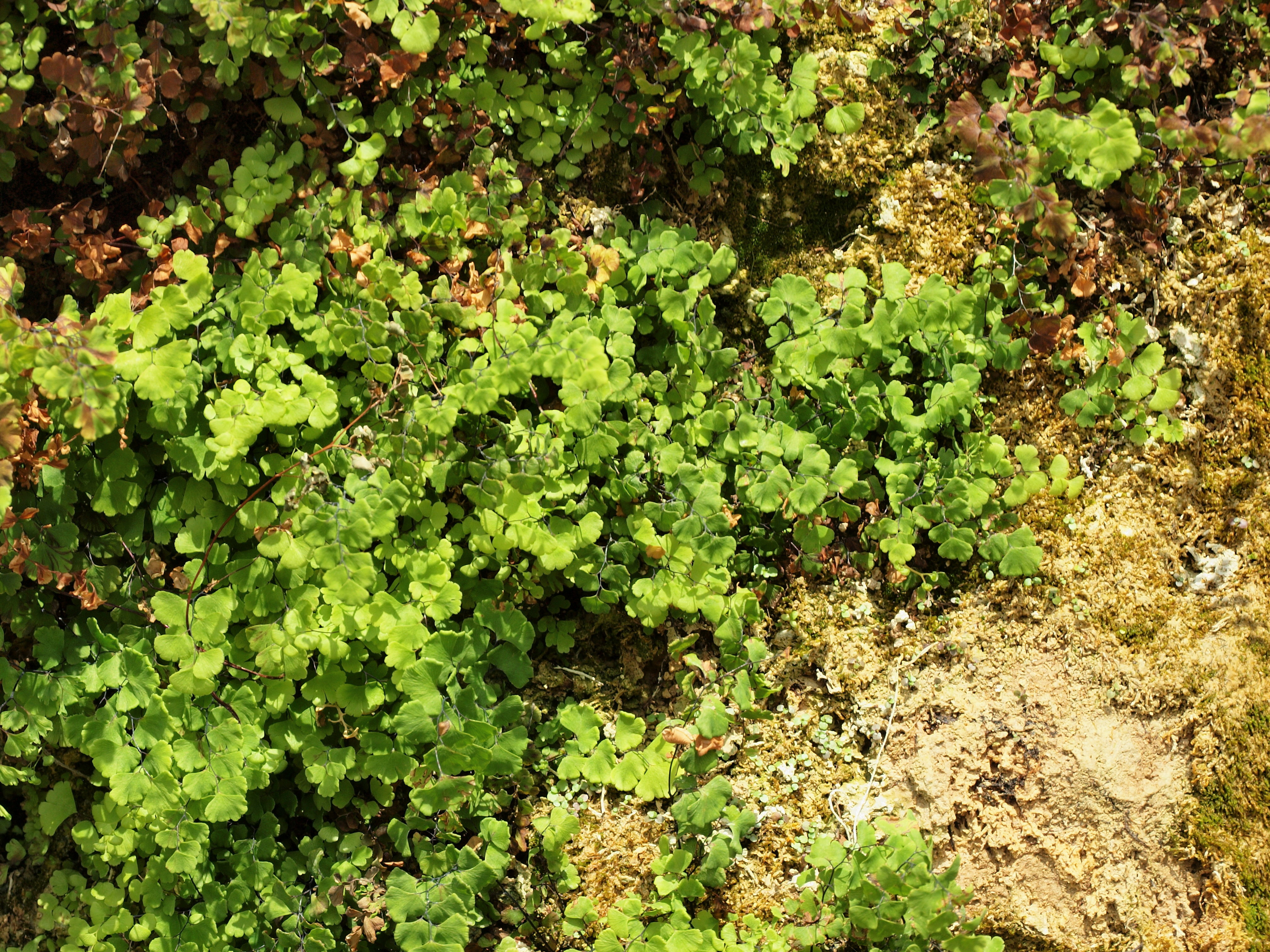
Détail du biotope de la fontaine (2017).
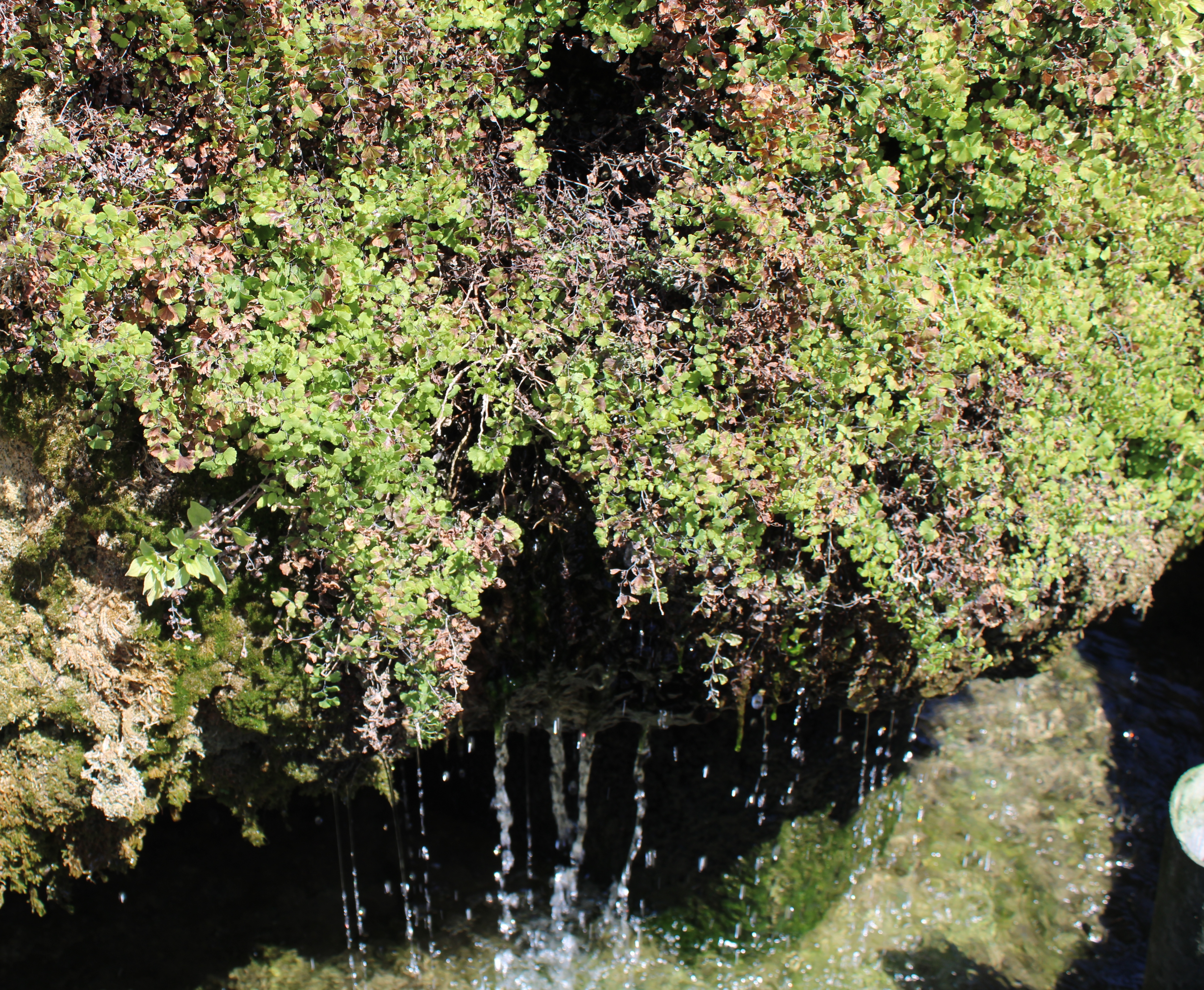
Végétation et filets d'eau.